# Giulio Roberti
Giulio Roberti (Barge, Piemont, 1823 - Torí, 1891) fou un compositor i musicògraf italià.
Fou deixeble de Rossi i el 1849 donà al teatre la seva primera òpera Pier de Mèdici, traslladant-se poc temps després a París, on hi va romandre fins al 1858, en què tornà a Torí per a estrenar la seva segona òpera Petrarca, que fracassà a causa del llibret. Després residí novament a París, i més tard a Londres i, per acabar, a Florència, on fundà una escola grauïta de cant i fou encarregat del desenvolupament de l'ensenyament del cant a les escoles de la ciutat.
A més de les dues òperes citades, va compondre un Missa a 4 veus, melodies vocals, cors i diverses obres religioses. També fou crític musical de la Gazzetta d'Itàlia de Florència.
En reconeixement de la seva obra, l'escola municipal de música de la seva ciutat nadal va prendre el nom Istituto musicale Giulio Roberti.

## Obres
Òpera
- Petrarca alla corte d'amore: dramma lirico, Torí, Fodratti, 1859, 35 pàgines
- Piero de'Medicis: dramma tragico in tre atti, Torí, Fodratti, 1849, 35 pàgines

No ficció
- «La musica italiana nel secolo XVIII secondo le impressioni di viaggiatori stranieri», a la Rivista musicale italiana VII (1900) pàgines 698-729.
- Pagina di buona fede a proposito di musica, Ed. Barbèra, 1876, 152 pàgines
- Corso elementare di musica vocale
- Armonia vocale